# Danh sách câu lạc bộ bóng đá ở Namibia
Đây là danh sách không đầy đủ các câu lạc bộ bóng đá ở Namibia.
Về danh sách đầy đủ, xem Thể loại:Câu lạc bộ bóng đá Namibia

## A
- African Stars (Windhoek)

## B
- Black Africa F.C. (Windhoek)
- Blue Boys F.C. (Swakopmund)
- Blue Waters (Walvis Bay)

## E
- Eleven Arrows (Walvis Bay)

## F
- FC Civics (Windhoek)

## K
- KK Palace

## M
- Mighty Gunners F.C. (Otjiwarongo)

## O
- Orlando Pirates (Windhoek)
- Oshakati City FC (Oshakati)

## R
- Ramblers (Windhoek)

## S
- SK Windhoek (Windhoek)

## T
- Tura Magic F.C.

## U
- United Africa Tigers (Windhoek)
- United Stars

Bản mẫu:Football in Namibia